# 洞陽鎮
洞陽鎮（どうようちん）は中華人民共和国湖南省長沙市瀏陽市の鎮。

## 行政区画
- 洞陽社区（旧制洞陽社区、観前村を母体に新制「洞陽社区」として発足。）
- 東園社区
- 南園社区
- 北園社区
- 幸福泉社区
- 九渓洞村（九渓村、竜洞村を母体に新制「九渓洞村」として発足。）
- 砰山村
- 長東村[3]

## 経済

### 産業団地
- 瀏陽生物医薬園
- 瀏陽経済技術開発区（瀏陽工業団地）

## 地理
洞陽鎮は瀏陽市の西部に位置し、北は北盛鎮と、東は蕉渓鎮と、西は永安鎮と、南は太平橋鎮、葛家鎮、長沙県とそれぞれ接している。
- 河川：撈刀河
- ダム湖：洞陽水庫

## 教育
- 洞陽鎮中学

## 交通

### 道路
- 319国道
- 長瀏高速道路
- 瀏醴高速道路
- 大瀏高速道路
- 永社線
- 牛瀘線